# Śmiałek pogięty
Śmiałek pogięty (Avenella flexuosa (L.) Drejer, syn. Deschampsia flexuosa L.) – bylina kępkowa, niekiedy z krótkimi rozłogami, z rodziny wiechlinowatych. Jest szeroko rozprzestrzeniona w strefach umiarkowanych obu półkul, występuje także na obszarach górskich w strefie międzyzwrotnikowej. W Polsce gatunek pospolity zwłaszcza na zachodzie, nieco rzadszy w środkowej i wschodniej części kraju. 

## Morfologia

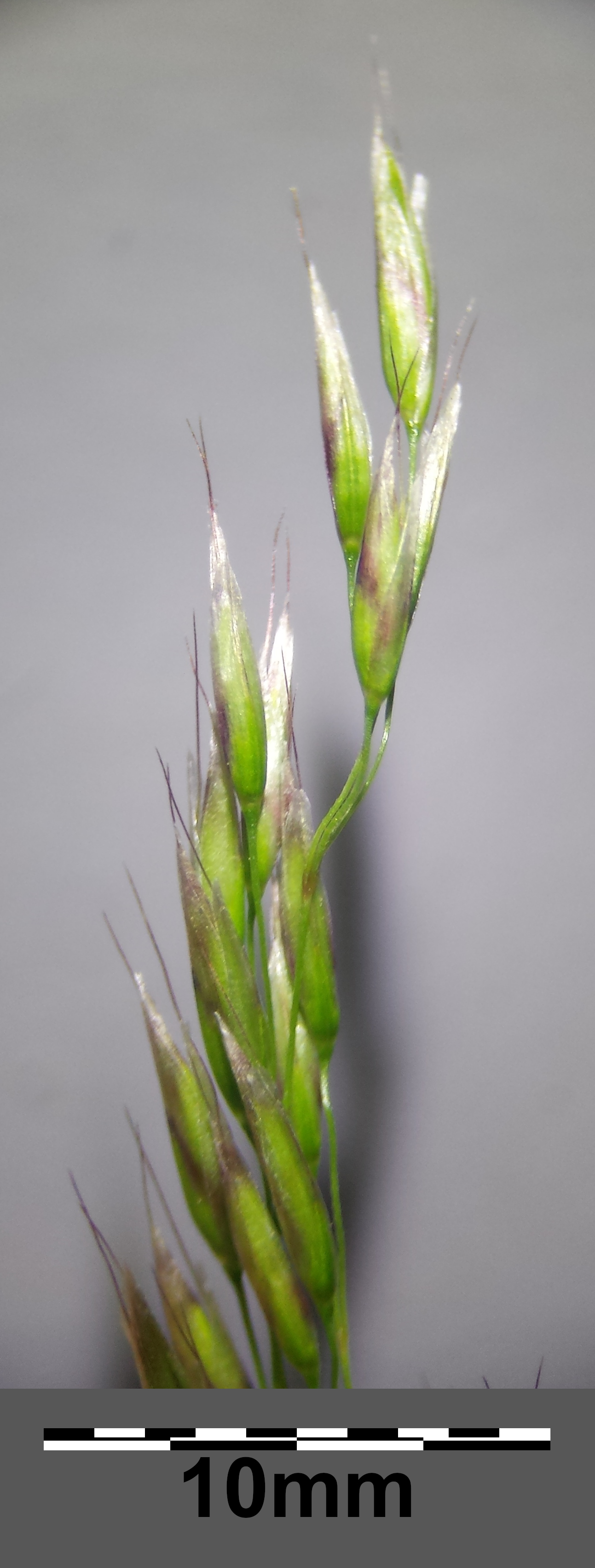
Kłoski śmiałka pogiętego

PokrójRoślina wieloletnia, luźnokępkowa.
ŁodygaŹdźbła wysokości 20–70 cm, gładkie.
LiścieBardzo cienkie, wiotkie, żywozielone.
KwiatyWiecha długości 5–15 cm, luźna. Kłoski często fioletowo nabiegłe, długie na 4–7 mm.
OwoceZiarniaki.

## Biologia i ekologia
Występuje w borach, kwaśnych dąbrowach i buczynach. W Polsce bywa uporczywym chwastem na łąkach i pastwiskach.